# Antoni Brzechwa
Antoni Brzechwa (Brzechffa) herbu Jastrzębiec (ur. ok. 1765) – major w powstaniu kościuszkowskim, porucznik 1. Brygady Kawalerii Narodowej.